# ẟ
Das ẟ ist ein Buchstabe des lateinischen Schriftsystems. Obwohl er auf einem handschriftlichen D basiert, sieht der Buchstabe in den meisten Schriftarten genauso aus wie der griechische Kleinbuchstabe Delta.
Das Zeichen wurde zur Schreibung walisischer Texte benutzt, um den stimmhaften dentalen Frikativ /⁠ð⁠/ darzustellen. Im modernen Walisischen stellt der Digraph dd diesen Laut dar.

## Darstellung auf dem Computer
Unicode kodiert das ẟ am Codepunkt U+1E9F.